# سیارک ۱۳۷۱
سیارک ۱۳۷۱ (به انگلیسی: 1371 Resi، نامگذاری:1935QJ) هزار و سیصد و هفتاد و یکمین سیارک کشف شده‌است که در ۳۱ اوت ۱۹۳۵ و در هایدلبرگ کشف شد.
قدر مطلق سیارک برابر ۱۱٫۴۰ است.